# Middelstum

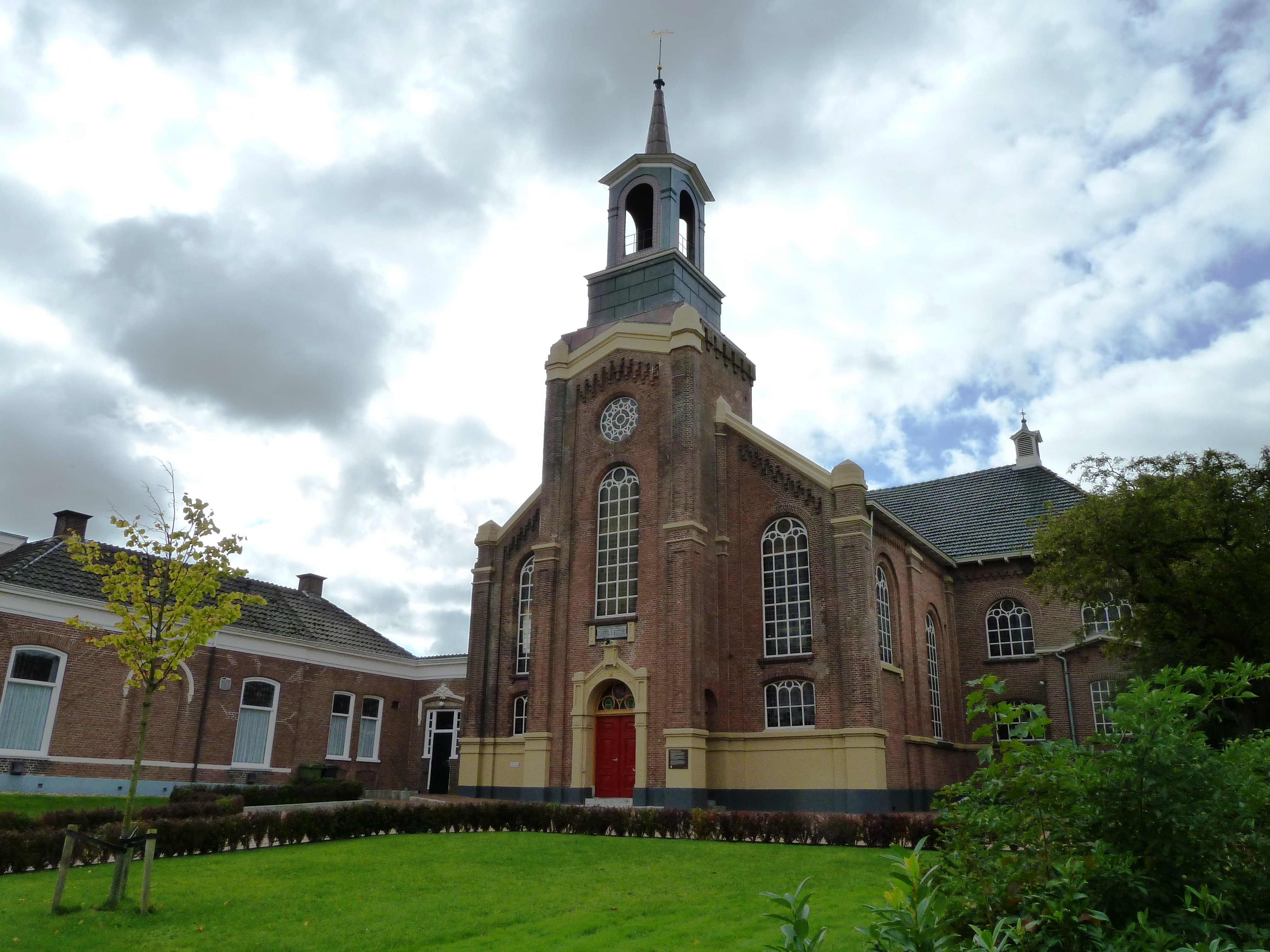
Middelstum: la chiesa protestante nella Burchtstraat

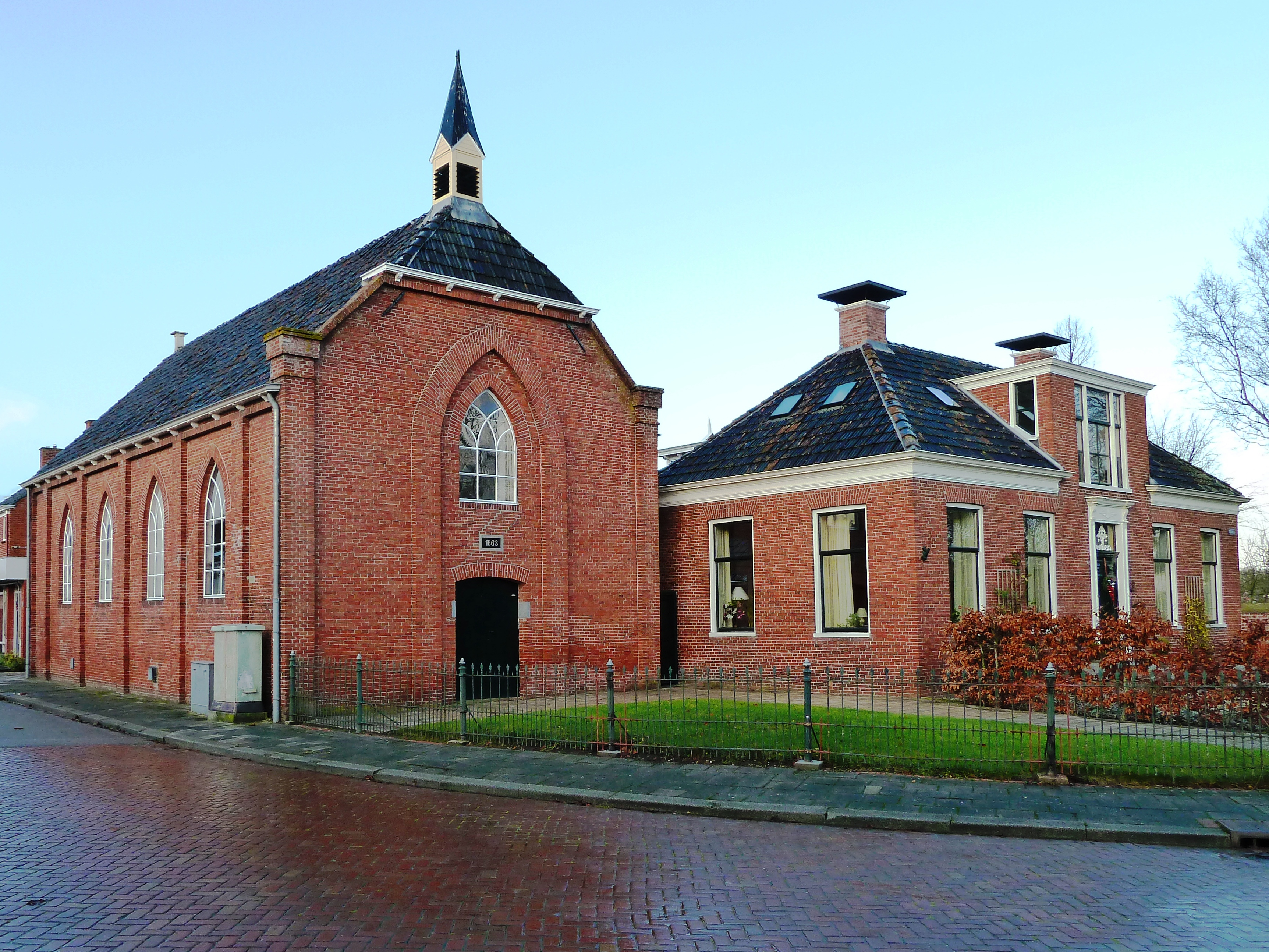
Middelstum: la Doopsgezinde kerk

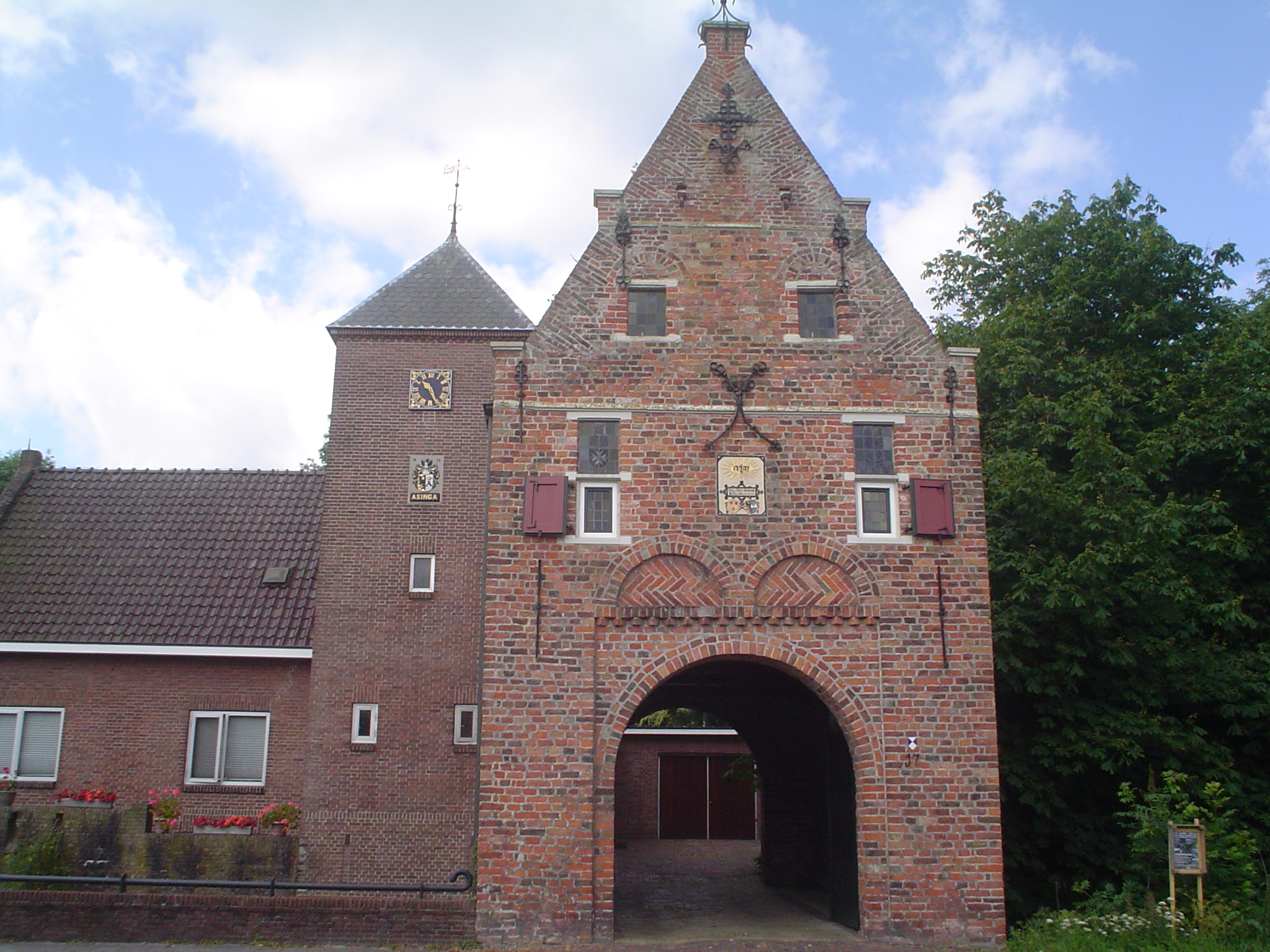
Middelstum: l'Asingaborg

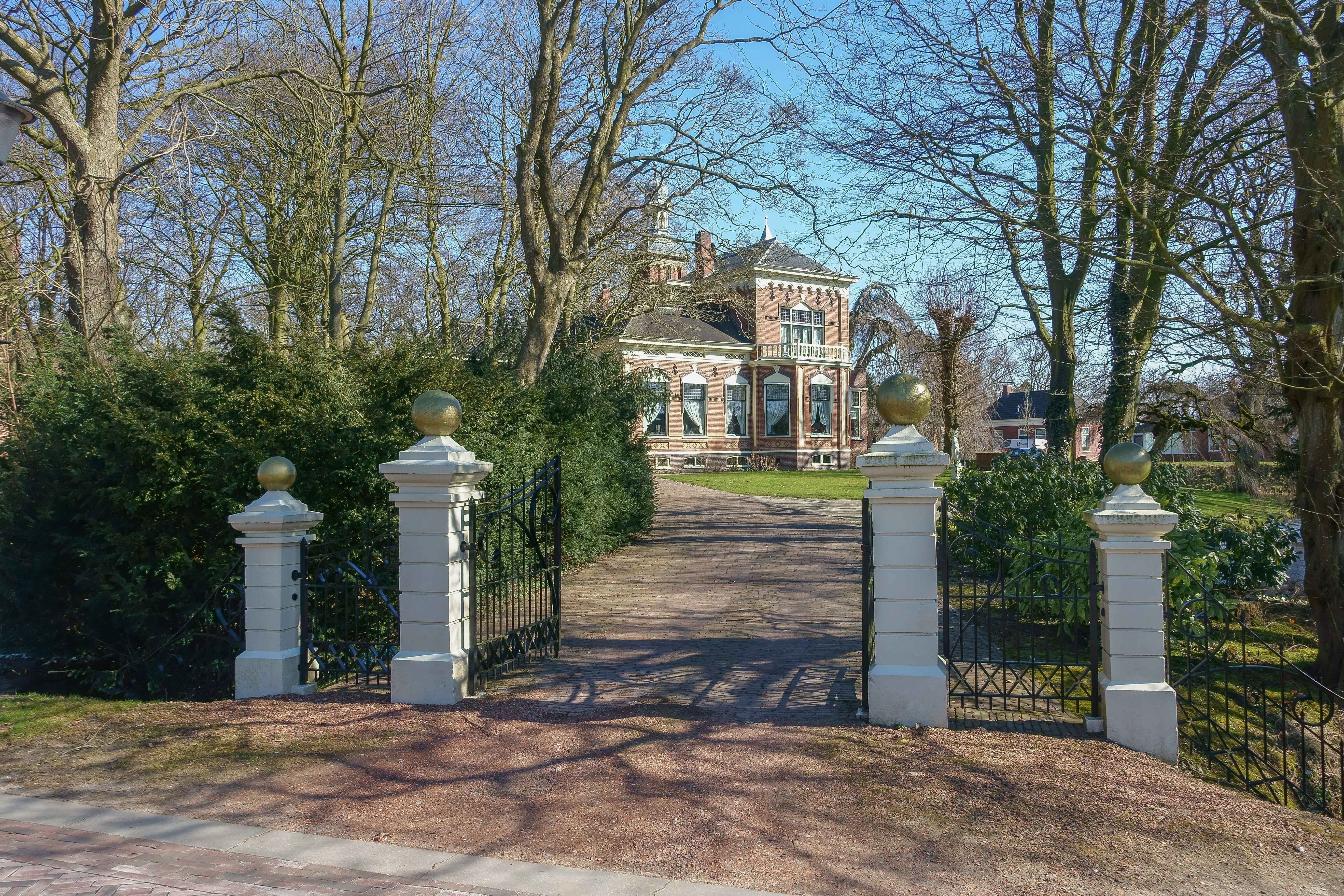
Middelstum: Huize Mentheda

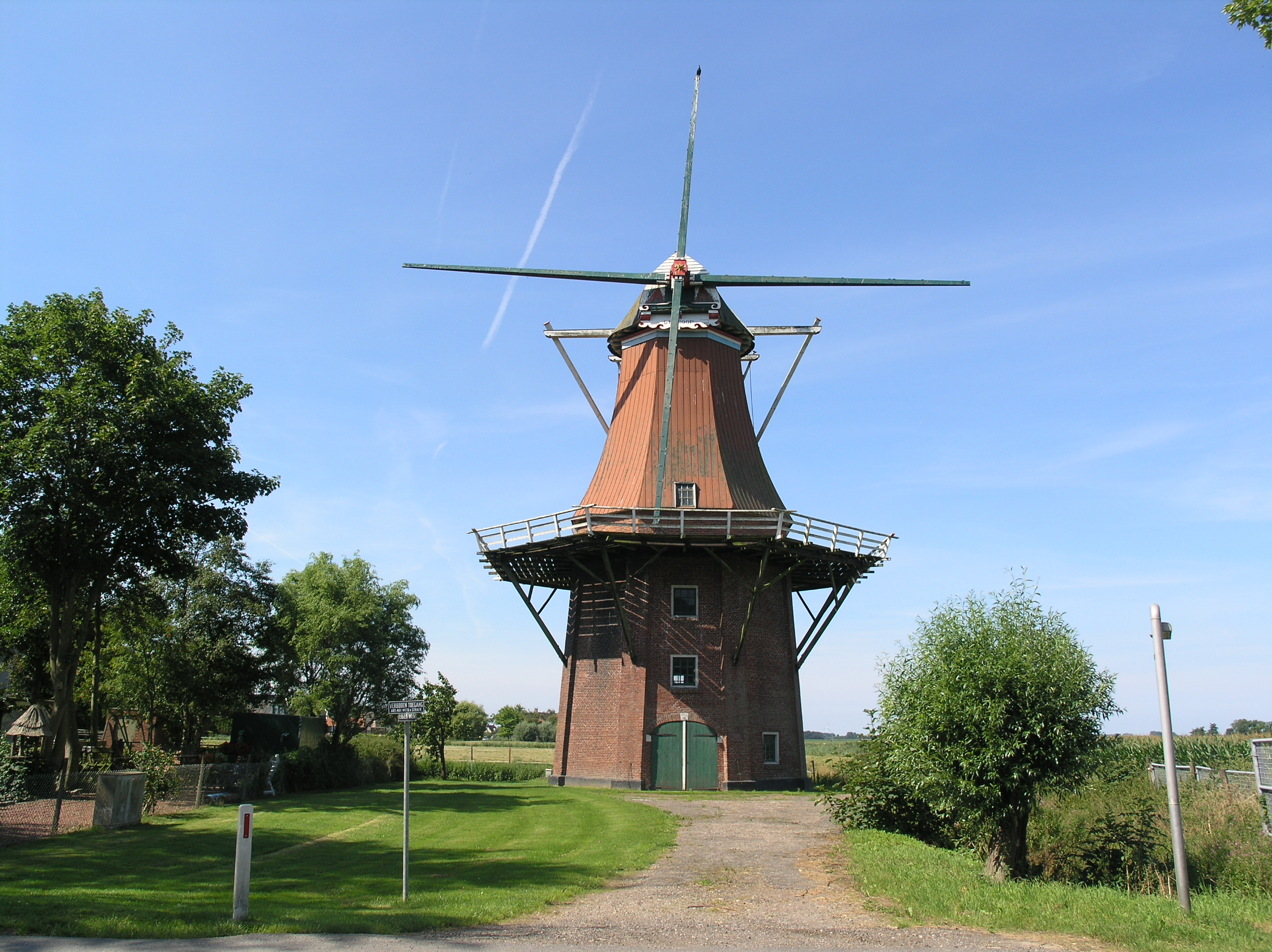
Middelstum: il mulino "De Hoop"

Middelstum (in Gronings: Middelsom o Millsom) è un villaggio (dorp) di circa 2.200-2.300 abitanti del nord-est dei Paesi Bassi, facente parte della provincia della Groninga e situato lungo il canale Boterdiep, nella regione di Hoogeland. Dal punto di vista amministrativo, si tratta di un ex-comune, dal 1990 accorpato alla municipalità di Loppersum, comune a sua volta inglobata nel 2021 nella nuova municipalità di Eemsdelta.

## Geografia fisica
Middelstum si trova nella parte nord-orientale della provincia di Groninga, tra le località di Loppersum e Winsum, a pochi chilometri ad est di Onderdendam e a pochi chilometri a sud di Kantens.

## Origini del nome
Il toponimo Middelstum, attestato anticamente come Mitilistenheim, Midlisthem (X-XI secolo), Midisheim, de Midlestum (XIII secolo) e Myddelstum (1372), è formato dal termini antico frisoni midlest-, che significa "di mezzo", e hem, che significa "centro abitato".

## Storia

### Simboli
Nello stemma di Middelstum è presente una corona e la figura di un cavaliere, che probabilmente rappresenta Sant'Ippolito, a cui è dedicata una chiesa in loco.

## Monumenti e luoghi d'interesse
Middelstum vanta 31 edifici classificati come rijksmonumenten.

### Architetture religiose

#### Chiesa di Sant'Ippolito
Tra i principali edifici religiosi di Middelstum, figura la chiesa di Sant'Ippolito (Hippolytuskerk), situata nella Concordiaplein e risalente al 1445.

#### Chiesa protestante
Altro edificio religioso di Middelstum è la chiesa protestante (Gereformeerde kerk), situata nella Burchtstraat e progettata nel 1869 dall'architetto A. Schotanus.

#### Doopsgezinde Kerk
Altro edificio religioso di Middelstum è la Doopsgezinde Kerk, situata nella Trekweg e risalente al 1863.

### Architetture militari

#### Ewsum
Altro luogo d'interesse è la tenuta di Ewsum, con una fortezza risalente al XV-XVI secolo.

#### Asingaborg
Altro castello di Middelstum è l'Asingaborg, risalente al 1611.

### Architetture civili

#### Huize Mentheda
Altro edificio d'interesse è Huize Mentheda, una villa risalente al 1896 o al 1905.

#### Mulino "De Hoop"
Altro edificio d'interesse è il mulino "De Hoop", risalente al 1855.

## Società

### Evoluzione demografica
Al censimento del 2018, Middelstum contava una popolazione pari a 2.251 abitanti.
La popolazione al di sotto dei 26 anni era pari a 619 unità (di cui 390 erano i ragazzi e i bambini al di sotto dei 16 anni), mentre la popolazione dai 65 anni in su era pari a 481 unità
La località ha conosciuto un decremento demografico dopo il 2016, quando contava 2.322 abitanti. Un calo si era avuto anche tra il 2013 e il 2015, quando la popolazione era passata da 2.335 a 2.304 abitanti.

## Cultura

### Musei
Nella Oude Schoolsterweg, si trova l'Oorlogsmuseum ("Museo della guerra"), un museo dedicato alla seconda guerra mondiale.

## Geografia antropica

### Suddivisioni amministrative
Il villaggio di Middelstum è suddiviso in tre buurtschappen:
- Boerdam
- Fraamklap
- Rodeschool